# Tomu Uchida
Tomu Uchida (内田吐夢, Uchida Tomu, 26 de abril de 1898 – 7 de agosto de 1970), nascido Tsunejirō Uchida, foi um diretor de cinema e roteirista japonês. Uchida escolheu o nome artístico Tomu, uma transliteração do inglês Tom, porque, quando escrito em caracteres kanji, significa “cuspir sonhos”.

## Biografia

### Início de carreira
Depois de deixar o ensino médio em Okayama prematuramente, Uchida começou a atuar em filmes do estúdio de curta duração Taishō Katsuei em 1920, mudando-se mais tarde para a Nikkatsu em 1926. Em 1927, ele estreou como diretor com o filme Kyōsō mikkakan (競走三日間, lit. "três dias de competição"). Nos anos seguintes, Uchida trabalhou em diversos gêneros, incluindo o filme de tendência Ikeru ningyo (生ける人形, lit. "bonecos vivos"), que é considerado um dos pioneiros nesse estilo, a comédia satírica e histórica Adauchi senshu (仇討選手, lit. "jogador vingativo") e o filme de gangster Keisatsukan, o único filme mudo completo sobrevivente de Uchida, que os historiadores do cinema descreveram como "um pastiche perfeito, bem à frente de seu tempo" (Noël Burch) e "incrivelmente estiloso" (Alexander Jacoby). Sua postura política foi descrita pelos críticos como oscilando entre a esquerda e a direita: enquanto Ikeru ningyo e Adauchi senshu eram considerados "progressistas", seu filme de propaganda de 1933 sobre a Manchúria, Sakebu Ajia (叫ぶ亜細亜, lit. "Ásia clama"), foi apoiado pelos militares japoneses, e Keisatsukan descreveu os membros do Partido Comunista Japonês como gangsters.
Os filmes de Uchida foram cada vez mais aclamados pela crítica, onde Kagirinaki Zenshin (1937), baseado numa ideia proposta por Yasujirō Ozu, e Tsuchi (1939) foram eleitos pela revista Kinema Junpo como os melhores filmes do seus respectivos anos de lançamento. Tsuchi foi elogiado pela representação realista da vida dos arrendatários pobres do período Meiji. Ao mesmo tempo, o longa serviu como propaganda oficial da política do governo em focar na agricultura doméstica após o início da Segunda Guerra Sino-Japonesa. Considerado o filme pré-guerra mais famoso de Uchida, só existe cópias incompletas do filme.
Em 1941, Uchida saiu do estúdio Nikkatsu e viajou para a China por 80 dias, afirmando que “queria ir e simplesmente foi para lá”. Mais tarde, ele se juntou à Manchukuo Film Association de Masahiko Amakasu e visitou a Manchúria em 1943, planejando um filme de propaganda para glorificar a invasão da Manchúria pela Divisão de Tanques Kantōgun, mas que nunca foi realizado. Uchida viajou para a Manchúria novamente em maio de 1945, com o motivo de pedir desculpas a Amakasu pelo fato de o filme planejado não ter sido produzido. O Japão rendeu-se em Agosto de 1945, e Uchida, após um internamento temporário, tornou-se ativo em dar palestras a jovens cineastas chineses, por vezes prejudicados por lutas entre forças nacionalistas e comunistas, mas também forçados ao trabalho físico e à doutrinação maoísta. Em 1953, ele voltou ao Japão já com 55 anos de idade.

### Carreira do pós-guerra
Após seu retorno, Uchida trabalhou, principalmente, com o estúdio Toei. Sua reputação no pós-guerra era muito dependente de seus filmes jidaigeki, começando com Chiyari Fuji (1955), uma "mistura bem avaliada de comédia e violência e [...] crítica aos valores feudais" (Jacoby), "[ambos] progressistas e nostálgicos, humanistas e nacionalistas, pacíficos e violentos" (Craig Watts).

Tomu Uchida em 1959

Ele seguiu com dois filmes de drama contemporâneo, filmados para a Shintoho e Nikkatsu, respectivamente. Tasogare Sakaba (1955), onde seu cenário é restrito a uma taverna a noite, apresentou um microcosmo da sociedade japonesa do pós-guerra e como alguns de seus membros lidaram com a guerra já acabada, quando lançou no mesmo ano o filme Jibun no ana no nakade, sua história em relação a uma família em desintegração foi misturada com críticas a um Japão que, como afirma uma personagem do longa, tornou-se uma colônia não oficial dos EUA. Entre os filmes de época Dai-bosatsu tōge (1957) e Naniwa no koi no monogatari (1959), Uchida fez mais um drama contemporâneo, Mori to mizuumi no matsuri, sobre a minoria indígena Ainu na ilha de Hokkaido. Sake To Onna To Yari, Yoto Monogatari: Hana No Yoshiwara Hyakunin Giri (ambos de 1960), e Koiya koi nasuna koi (1962) novamente foram dramas de época, onde este último distinguiu-se pelos seus conjuntos e cores expressionistas.
Kiga kaikyō (1965) foi repetidamente citado como a obra-prima de Uchida. Um "thriller policial monumental" (Jasper Sharp) ambientado no Japão do pós-guerra entre os anos 1947 a 1957, ele segue a história de um homem que cresceu na pobreza e quer começar uma nova vida com o dinheiro obtido de um assassinato. O filme, rodado em 16 mm e ampliado para 35 mm no intuito de de obter um efeito granulado, recebeu vários prêmios nacionais de cinema e foi incluído na lista dos "200 melhores da crítica" composto pela Kinema Junpo. Uchida deixou a Toei protestando contra a distribuição de uma versão abreviada do filme sem sua aprovação, mas depois retornou à empresa para dirigir Jinsei gekijō: Hishakaku to Kiratsune (1968).
Uchida viria a falecer em 1970, aos 72 anos, de câncer.

## Legado
Uma retrospectiva do trabalho de Uchida foi apresentada numa exposição do Tokyo FILMeX no ano de 2004.
Retrospectivas sobre Uchida nos EUA foram realizadas no Berkeley Art Museum e no Pacific Film Archive em 2007 e no Museu de Arte Moderna de Nova York em 2016.

## Filmografia selecionada
- Ikeru ningyo (1929, filme perdido)
- Adauchi senshu (1931, filme perdido)
- Keisatsukan (1933)
- Jinsei gekijō (1936, parcialmente encontrado)
- Kagirinaki Zenshin (1937)
- Hadaka no machi (1937, filme perdido)
- Tsuchi (1939, parcialmente encontrado)
- Chiyari Fuji (1955)
- Jibun no ana no nakade (1955)
- Tasogare sakaba (1955)
- Kuroda sodō (1956)
- Abarenbo Kaido (1957)
- Dai-bosatsu tōge (1957)
- Mori to mizuumi no matsuri (1958)
- Naniwa no koi no monogatari (1959)
- Yoto Monogatari: Hana No Yoshiwara Hyakunin Giri (1960)
- Sake to onna to yari (1960)
- Miyamoto Musashi (1961–1965, série de 5 filmes)
- Koiya koi nasuna koi (1962)
- Kiga kaikyō (1965)